# Рейн-Пфальц (район)
Рейн-Пфальц (нем. Rhein-Pfalz) — район в Германии. Центр района — город Людвигсхафен-на-Рейне. Район входит в землю Рейнланд-Пфальц. Занимает площадь 304,88 км². Население — 148 860 чел. Плотность населения — 488 человек/км².
Официальный код района — 07 3 38.
Район подразделяется на 25 общин.

## Города и общины
1. Альтрип (7 842)
2. Бобенхайм-Роксхайм (10 126)
3. Бёль-Иггельхайм (10 688)
4. Ламбсхайм (6 110)
5. Лимбургерхоф (10 721)
6. Муттерштадт (12 456)
7. Нойхофен (7 308)
8. Рёмерберг (9 210)
9. Шифферштадт (19 258)

Управление Данштадт-Шауэрнхайм
1. Данштадт-Шауэрнхайм (7 116)
2. Хохдорф-Ассенхайм (3 084)
3. Рёдерсхайм-Гронау (2 921)

Управление Дуденхофен
1. Дуденхофен (5 792)
2. Ханхофен (2 349)
3. Хартаузен (3 020)

Управление Хесхайм
1. Байндерсхайм (2 897)
2. Гроснидесхайм (1 414)
3. Хесхайм (3 050)
4. Хойхельхайм-Франкенталь (1 230)
5. Клайннидесхайм (895)

Управление Максдорф
1. Биркенхайде (3 242)
2. Фусгёнхайм (2 451)
3. Максдорф (6 947)

Управление Вальдзее
1. Оттерштадт (3 272)
2. Вальдзее (5 351)